# جيسي كينغ (كاتبة)
جيسي كينغ (بالإنجليزية: Jessie King)‏ (1862 في المملكة المتحدة)؛ كاتِبة، صحفية وشاعرة بريطانية.